# MMM
MMM – rosyjskie przedsiębiorstwo, które zorganizowało największą w historii tego kraju piramidę finansową. Wzięły w niej udział przynajmniej 2 miliony Rosjan, a zagarnięta przez twórców kwota mogła sięgnąć nawet półtora miliarda dolarów.
MMM została założona w 1989 r. przez Siergieja Mawrodiego, jego brata Wiaczesława oraz ówczesną narzeczoną Wiaczesława (obecnie jego żonę) Marinę Murawiewą. Nazwę utworzono od pierwszych liter nazwisk założycieli.
Początkowo przedsiębiorstwo zajmowało się importem komputerów i urządzeń biurowych. W styczniu 1992 r. rosyjska policja skarbowa oskarżyła MMM o unikanie płacenia podatków, doprowadzając do upadku MMM-bank i uniemożliwiając MMM zaciąganie kredytów. Wywołane tym trudności w przeprowadzaniu transakcji handlowych wymusiły na MMM zmianę profilu działalności. MMM weszła do sektora finansowego z ofertą sprzedaży akcji amerykańskich spółek – nie osiągnęła jednak sukcesu. Utworzono również spółkę córkę MMM-invest zajmującą się handlem bonami prywatyzacyjnymi (również bez powodzenia).
Działalność związana z piramidą finansową rozpoczęła się w połowie roku 1993. MMM zaczęła przyciągać inwestorów indywidualnych, których zachęcała obietnicą sięgających 1000 procent zysków (w warunkach hiperinflacji nie była to wartość nierealna). Trudno stwierdzić czy oszustwo było już wtedy w planach Mawrodich.
MMM z dnia na dzień stała się ogromnym przedsiębiorstwem, obracającym milionami dolarów. W lutym 1994 roku przedsiębiorstwo rozpoczęło agresywną kampanię reklamową w telewizji. Papiery wartościowe emitowane przez MMM nie były notowane na żadnej giełdzie, lecz miały zagwarantowany stały wzrost wartości rzędu 1000% rocznie.
W swoich reklamach MMM posłużyła się stworzoną na potrzeby kampanii postacią „typowego Rosjanina” Lionii Gołubkowa, z którym miał się identyfikować przeciętny obywatel („target” kampanii). Częścią kampanii były także spektakularne akcje społeczne, takie jak wykupienie darmowych przejazdów moskiewskim metrem – dla wszystkich Moskwian – przez jeden dzień.
W swoim szczytowym okresie MMM osiągała wpływy rzędu 20 miliardów rubli (wówczas równowartość 11 milionów dolarów) każdego dnia. Zainwestowało w nią (szacunkowo) od 5 do 10 milionów ludzi.
Fikcyjne „notowania” akcji MMM doprowadziły do wydania w czerwcu 1994 r. przez prezydenta Borysa Jelcyna dekretu zakazującego tego typu reklamy. Z pomysłu MMM zaczęły bowiem korzystać rozmaite firmy pseudofinansowe takie jak: Tibet, Chara, Khoper-Invest, Selenga, Telemarket etc.
22 lipca 1994 r. policja skarbowa ostatecznie zamknęła biura MMM z powodu ogromnych zaległości podatkowych (poprzez spółkę-córkę Invest-Consulting była winna fiskusowi ponad 50 miliardów rubli (26 milionów dolarów). Przez kilka dni bracia Mawrodi usiłowali kontynuować oszustwo, lecz paniki drobnych ciułaczy nie można już było uniknąć. Zadłużenie wobec inwestorów sięgnęło przynajmniej 100 miliardów rubli (50 milionów dolarów), a według najbardziej pesymistycznych szacunków – 3 bilionów rubli (półtora miliarda dolarów). MMM była, rzecz jasna, niewypłacalna.
Oszustwo kosztowało życie przynajmniej 50 drobnych inwestorów, którzy utraciwszy zbierane latami oszczędności popełnili samobójstwa.
Wkrótce potem powstało kilka stowarzyszeń „pokrzywdzonych inwestorów”, mających na celu odzyskanie pieniędzy. Siergiej Mawrodi zamiast wrogiem publicznym numer 1 stał się dla nich bohaterem, walczącym z rządem, który przez przeciętnych Rosjan winiony był za upadek MMM.
Mawrodi został aresztowany w sierpniu 1994 r. (pod zarzutem niepłacenia podatków), ale wkrótce został zwolniony z powodu wyboru na deputowanego Dumy Państwowej. Obiecywał doprowadzić do wypłaty odszkodowań dla pokrzywdzonych, lecz słowa nie dotrzymał (odszkodowania były jedynie symboliczne).
W październiku 1995 r. Duma uchyliła Mawrodiemu immunitet (z powodu niestawiania się na przesłuchania). W 1996 r. usiłował on startować w wyborach prezydenckich, lecz komisja wyborcza odrzuciła większość podpisów pod jego listami poparcia.
MMM ostatecznie ogłosiła bankructwo 22 września 1997 r.
Według krążących plotek Siergiej Mawrodi wyjechał z resztą pieniędzy do USA. Bardziej prawdopodobne jest jednak, że pozostał w Moskwie, skąd kierował kolejnym swoim biznesem (założonym oficjalnie przez jego dalekiego krewnego) – fałszywą giełdą papierów wartościowych Stock Generation Ltd. Przynajmniej 20 000 osób pozwoliło się oszukać Mawrodiemu, mimo że na stronie internetowej „giełdy” wyraźnie napisano, że jest to „tylko zabawa”.
Mawrodi został ponownie aresztowany w Moskwie w 2003 r. Przez długi czas jego sprawa nie stawała przed sądem z powodu ogromnej objętości akt (650 teczek po 250 kart każda). W kwietniu 2007 Mawrodi został uznany winnym oszustwa i otrzymał wyrok czterech i pół roku więzienia. Na poczet kary zaliczono mu jednak ponad 4 lata spędzone w areszcie. 22 maja 2007 został zwolniony.
Brat Siergieja, Wiaczesław otworzył kolejną firmę-piramidę pod nazwą MMM-96. Został aresztowany w 1998 r.
W 2010 roku na bazie MMM powstał film PiraMMMida.